# Josef Navrátil

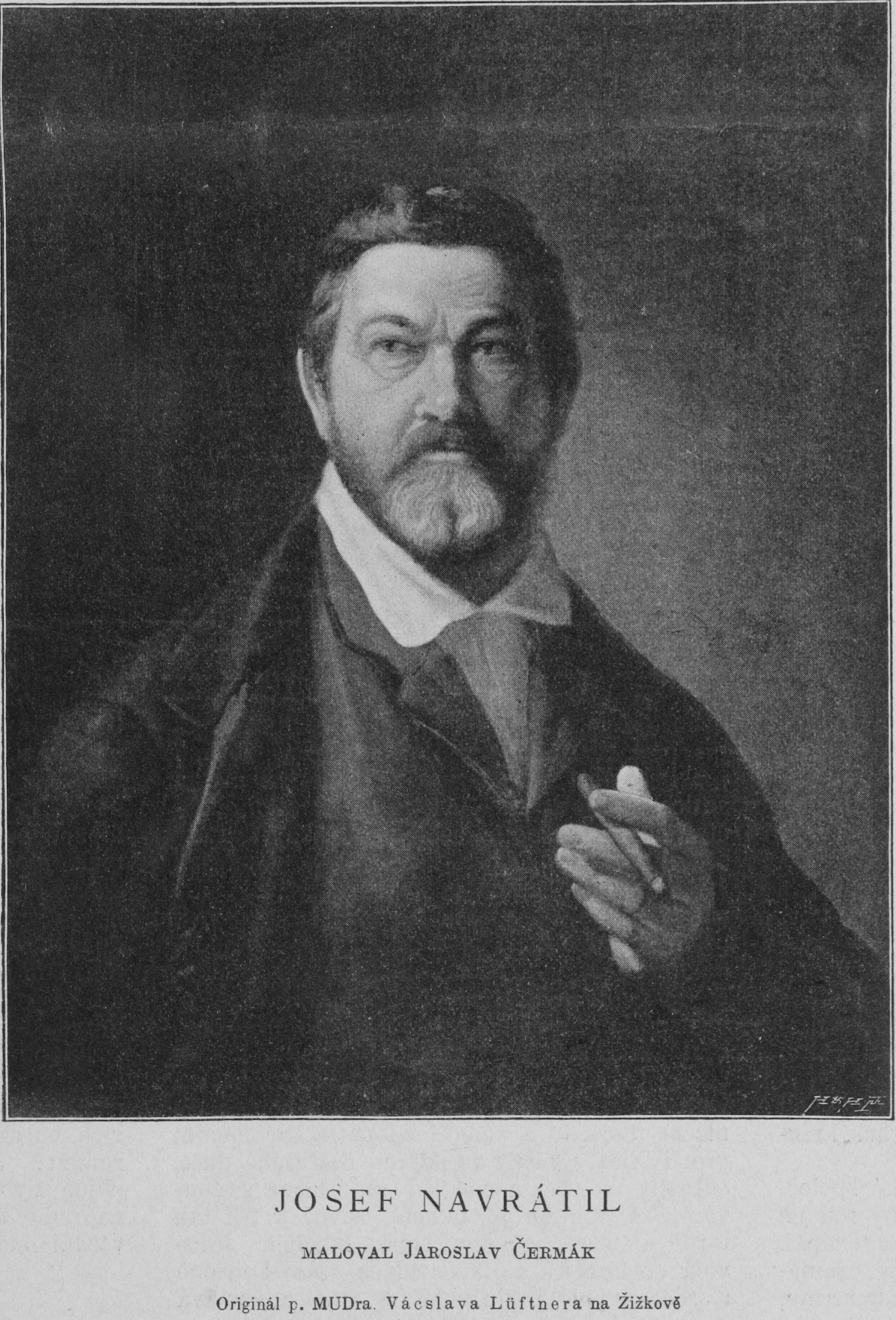
Josef Navrátil

Josef Matěj Navrátil (* 17. Februar 1798 in Slaný (deutsch Schlan); † 21. April 1865 in Prag) war ein böhmischer Maler und Dekorateur.

## Leben
Der Sohn eines Handwerkers siedelte mit seiner Familie 1801 nach Prag um. In der Werkstatt seines Vaters lernte er mit seinem Bruder das Malerhandwerk. Am 25. Juli 1819 wurden beide wegen ihres Talents in der Bergler-Schule an der Prager Akademie aufgenommen. Nach der Prüfung arbeitete er zunächst als Dekorateur und Maler, der vor allem die Wände von Bürgerhäusern, Schlössern und Herrensitzen mit Wandgemälden versah. Von 1832 führten ihn seine Wege des Öfteren ins Ausland, darunter in die Schweiz, nach Deutschland, Frankreich und Belgien. Er stellt Skizzen von Landschaften her, die er später im Atelier als Vorlage für seine Bilder benutzte.
1850 wurde er zum Vorsitzenden der Einheit der bildenden Künstler gewählt. 1861 erlitt er einen Schlaganfall und musste mit der Malerei aufhören. Den Rest seines Lebens lebte er in Einsamkeit, Armut und Vergessenheit.

## Werke
Navrátil liebte die Berge, Seen, Flüsse, überhaupt die Natur, die er in seinen Wandgemälden verewigte. Seine architektonischen Gemälde sind maßgetreu, die Bilder sorgfältig ausgearbeitet und glatt. Es überwiegen kalte Töne, weiterhin eine Mischung des Rokoko mit dem Biedermeier-Stil, Romantismus und Realismus.
Zu den führenden Künstlern zählte er erst nach der Schaffung seiner figuralen Kompositionen und Stillleben (Birnen, Fuchsjagd, Gesellschaft am Tisch, Bildnis einer Schauspielerin oder Junge Mutter mit Kind).
Seine Wandgemälde sind heute noch zu besichtigen in:
- „Alpenzimmer“ im Schloss Jirny
- Schloss Liběchov (Liboch)